# پرسیاکا
پرسیاکا (به بلغاری: Presyaka) یک منطقهٔ مسکونی در بلغارستان است که در شهرستان لووچ واقع شده‌است.